# Cremallera (mecanisme)
|  | Aquest article tracta sobre el mecanisme per a la confecció indumentària. Vegeu-ne altres significats a «cremallera (engranatge)». |

Funcionament de tancament d'una cremallera

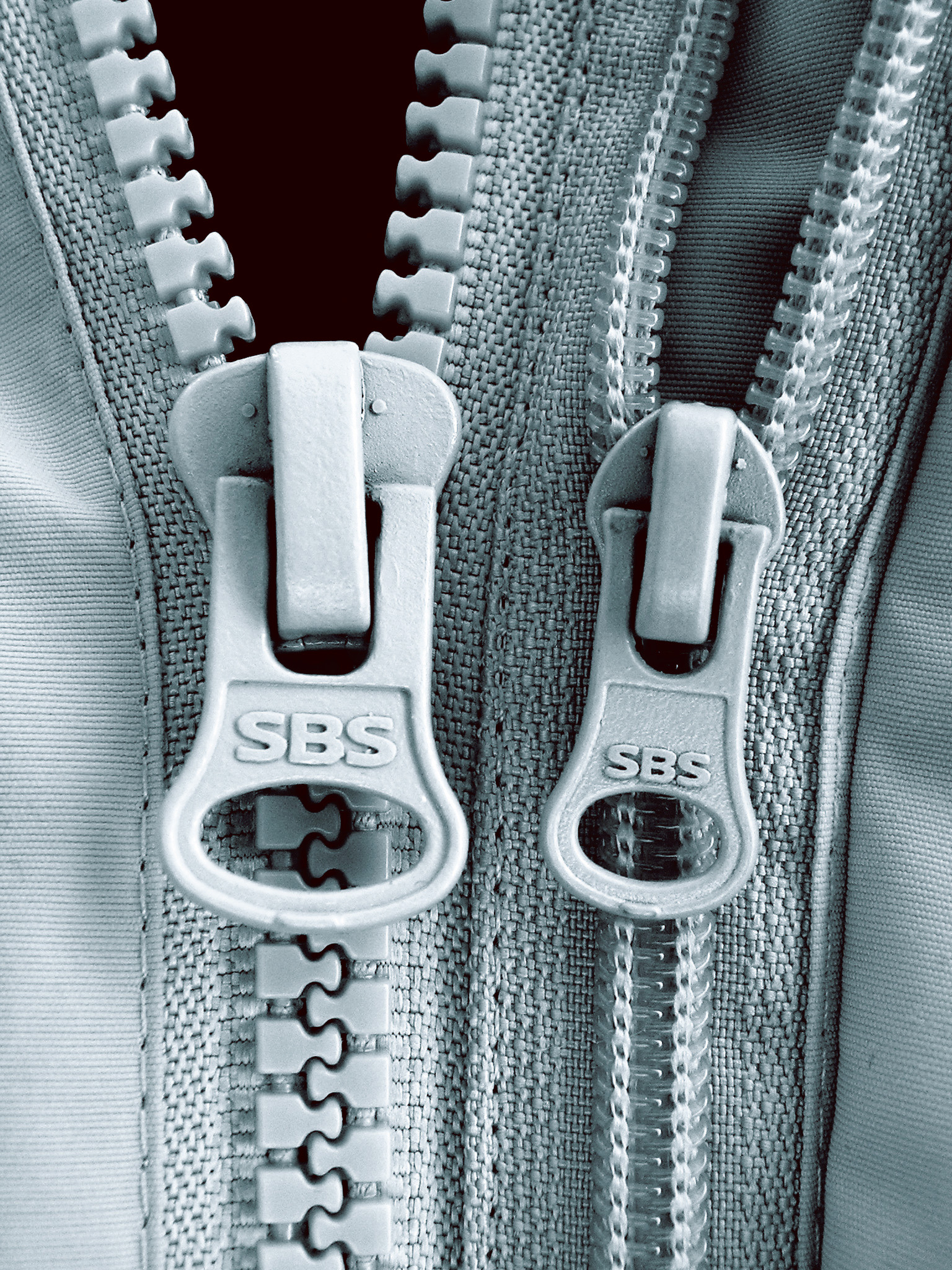
Cremalleres de plàstic i niló

La cremallera és un dispositiu dentat que s'aplica com a sistema de tancament en la indústria de la confecció.
El nom català del dispositiu prové del francès cremaillère, de la mateixa etimologia que el català clemàstecs i cremalls ('cadenes amb ganxos per a penjar olles a la llar de foc'). I, com es pot veure, és de formació anàloga.

## Descripció
La cremallera consisteix en dues cintes, cadascuna dotada al punt d'encontre d'un joc continu de dents (metàl·liques o plàstiques). Cada joc interactua amb el de l'altra banda mitjançant unions i separacions. El conjunt va lliscant a mesura que hi passa una peça corredora (dotada d'una llengüeta que facilita a l'usuari el moviment d'obrir i tancar). A l'extrem final, un topall atura la interpenetració dels jocs de dents i tanca les cintes.
En moltes jaquetes i peces similars, l'obertura es tanca completament quan el control lliscant es troba a l'extrem superior. Algunes jaquetes tenen cremalleres de doble separació amb dos lliscadors a la cinta. Quan els lliscadors es troben als extrems oposats de la cinta, la jaqueta es tanca. Si el control lliscant inferior s'aixeca, la part inferior de la jaqueta es pot obrir per permetre seure o anar amb bicicleta més còmodes. Quan s'abaixen els dos lliscadors, la cremallera pot estar totalment separada.
Les bosses, motxilles i maletes també sovint presenten dos lliscadors a la cinta: la part de la cremallera que hi ha entre ells està desfeta. Quan les dues barres lliscants se situen l'una al costat de l'altra, que poden estar en qualsevol punt de la cinta, la cremallera està totalment tancada.
Les cremalleres poden:
- Augmentar o disminuir la mida d'una obertura per permetre o restringir el pas d'objectes, com en el vol de pantalons o en una butxaca;

- Ajuntar o separar dos extrems o costats d'una sola peça, com a la part frontal d'una jaqueta, o a la part davantera, posterior o lateral d'un vestit o faldilla per facilitar el vestit;

- Fixar o desprendre una part separable de la peça a una o altra, com en la conversió de pantalons en pantalons curts o la connexió i desconnexió d'una caputxa i un abric;

- Col·locar o desprendre una bossa d'una altra més grossa. Un exemple d'això són les motxilles militars que tenen bosses més petites unides als costats amb una o dues cremalleres;

- S'utilitza per decorar un element.

Aquestes variacions s'aconsegueixen cosint un extrem de la cremallera, cosint els dos extrems junts o permetent que els dos extrems de la cremallera es desfacin completament.
Una cremallera costa relativament poc, però si falla, la peça pot ser inutilitzable fins que la cremallera sigui reparada o substituïda, cosa que pot ser bastant difícil i costosa. Sovint hi ha problemes amb el control lliscant de la cremallera; quan es desgasta, no s'alinea i no s'uneix correctament amb les dents alternes. Amb les cremalleres separadores, el passador d'inserció es pot desprendre de la cinta; la cinta pot fins i tot desintegrar-se per l'ús. Si falla una cremallera, es pot encallar (és a dir, quedar-se atrapada) o trencar-se parcialment.

## Història
El 1851 Elias Howe patentà als EUA un aparell precursor de la cremallera, l'automatic, continuous clothing closure ('tancament de roba automàtic i continu'); però el producte no era pràctic i no arribà al mercat. El dispositiu de Howe s'assemblava més a un cordó elaborat que a un autèntic tancament de diapositives.
Entre 1891 i 1893 Whitcomb Judson, un industrial de Chicago creador d'un tancament per a calçat, patentà un clasp locker ('tancament de fermall'), aparell similar a la cremallera que servia per a fermar botes i sabates. El dispositiu servia com a tancament de sabates de ganxo (més complicat). Tots dos dissenys se servien de dents i ulls. Aquest intent de cremallera es presentà per primer cop al públic a l'Exposició Universal de Chicago de 1893, amb èxit ben escàs. El 1905 Judson, juntament amb Lewis Walker, fundà la companyia Universal Fastener per a produir l'invent, aplicat al calçat, també amb poc èxit. De vegades, Judson té el crèdit d'inventor de la cremallera, però mai va fer un dispositiu pràctic.
La cremallera actual fou inventada a Hoboken (Nova Jersey, EUA), per Otto Gideon Sundback, un immigrant nascut a Suècia, contractat pel departament de disseny de l'empresa Judson que hi encaixà perfectament i es casà amb la filla de l'amo, Elvira Aronson, fet que va portar Sundback al càrrec de dissenyador principal.
La companyia es va traslladar a Meadville, Pennsilvània, on va operar durant la major part del segle XX amb el nom de Talon, Inc. Sundback va treballar per millorar la subjecció i el 1909 va registrar una patent a Alemanya. Els drets dels Estats Units sobre aquesta invenció eren el nom de l'empresa Meadville (que operava com Hookless Fastener Co.), però Sundback va conservar els drets que no pertanyen als Estats Units i els van utilitzar per establir els anys següents Lightning Fastner Co. a St. Catharines, Ontario. El treball de Sundback amb aquesta empresa ha conduït a la percepció errònia comuna que era canadenc i que la cremallera es va originar en aquest país.
Sundback inventà la cremallera moderna com a hookless fastener (lit. 'tancament sense ganxo') l'any 1913. El 1917 millorà la invenció amb l'increment del nombre de peces i el patentà rebatejant-lo separable fastener ('tancament separable'). Gideon Sundback va augmentar el nombre d'elements de subjecció de quatre per polzada (aproximadament un cada 6,4 mm) a deu o onze (al voltant de cada 2,5 mm), va introduir dues fileres de dents enfrontades que estiraven en una sola peça pel control lliscant i augmentaven l'obertura de les dents guiades pel control lliscant. La patent del "Tancament Separable" es va emetre el 1917. Gideon Sundback també va crear la màquina de fabricació del nou dispositiu. La màquina "SL" o "rascadora" va agafar un filferro especial en forma de Y i en va tallar culleres, després va perforar la clavilla i el puntet de la cullera i va fixar cada cullerada en una cinta de tela per produir una cadena de cremallera contínua. Al març del mateix any, Mathieu Burri, un inventor suís, va millorar el disseny afegint un sistema de bloqueig unit a les darreres dents, però la seva versió mai va entrar en producció a causa de patents en conflicte.
En 1923, la Goodrich Corporation encunyà el nom de zipper, amb què es coneix col·loquialment la cremallera als EUA (en contrast amb el Regne Unit, on s'anomena zip). La companyia va optar per utilitzar el fermall de Gideon Sundback en un nou tipus de botes de goma (o galotxes) i es va referir a això com a cremallera, i el nom es va quedar atrapat. Els dos principals usos de la cremallera en els seus primers anys eren per tancar botes i bosses de tabac. Les cremalleres van començar a utilitzar-se per a la roba el 1925 per Schott NYC amb jaquetes de cuir.
Durant un viatge a Europa, Sundback va vendre els seus drets europeus a Martin Othmar Winterhalter que va millorar el disseny mitjançant costelles i ranures en lloc de les articulacions i mandíbules de Sundback i va començar a produir amb la seva empresa Riri en un escala primer a Alemanya, després a Suïssa.
Als EUA la cremallera començà a aplicar-se en peces de roba el 1925, quan la companyia Schott NYC n'usà per primera volta en caçadores de cuir. Als anys trenta la cremallera es popularitzà als EUA per a la roba infantil. El 1937, estilistes parisencs en postularen l'ús per a pantalons d'home, però això encara trigaria a generalitzar-se.
Als anys 30, es va iniciar una campanya de venda de roba infantil amb cremalleres. La campanya va elogiar les cremalleres per promoure l'autosuficiència dels nens petits, fent possible que es vestissin. La cremallera va guanyar el botó el 1937 a la "Batalla de la Mosca", després que els dissenyadors de moda francesos es burlessin de les cremalleres dels pantalons masculins. Esquire va declarar la cremallera la "nova idea de sastreria per a homes" i, entre les moltes virtuts de la mosca amb cremallera, hi havia l'exclusió de "La possibilitat d'un desordre involuntari i vergonyós".
Durant la Segona Guerra Mundial, la cremallera s'aplicà a certs models de parca (Tercer Reich), de jaqueta de campanya (EUA), de brusa de salt (Regne Unit), etc. En general, però, fora de Nord-amèrica la popularització de la cremallera fou més lenta. A Europa, per exemple, la primera patent de cremallera la registrà el 1923 la companyia suïssa M.O. Winterhalter, la primera a fabricar-ne al continent, anys més tard. Fou a partir de la segona postguerra mundial que arribà la internacionalització de la cremallera; entre les primeres peces de roba d'ús massiu a dur cremallera hi hagué els texans.
Avui dia, empreses com KCC Group, Tex Corp, YKK, M.O. Winterhalter i Coporación Rey confeccionen industrialment diversos tipus de cremallera, com ara les "invisibles", les metàl·liques i les de plàstic.
La innovació més recent en el disseny de la cremallera la introducció de models que es podien obrir als dos extrems, com a les jaquetes. Avui en dia, la cremallera és, amb diferència, la subjecció més estesa i s'utilitza en roba, maletes, articles de pell i altres objectes.

## Tipus

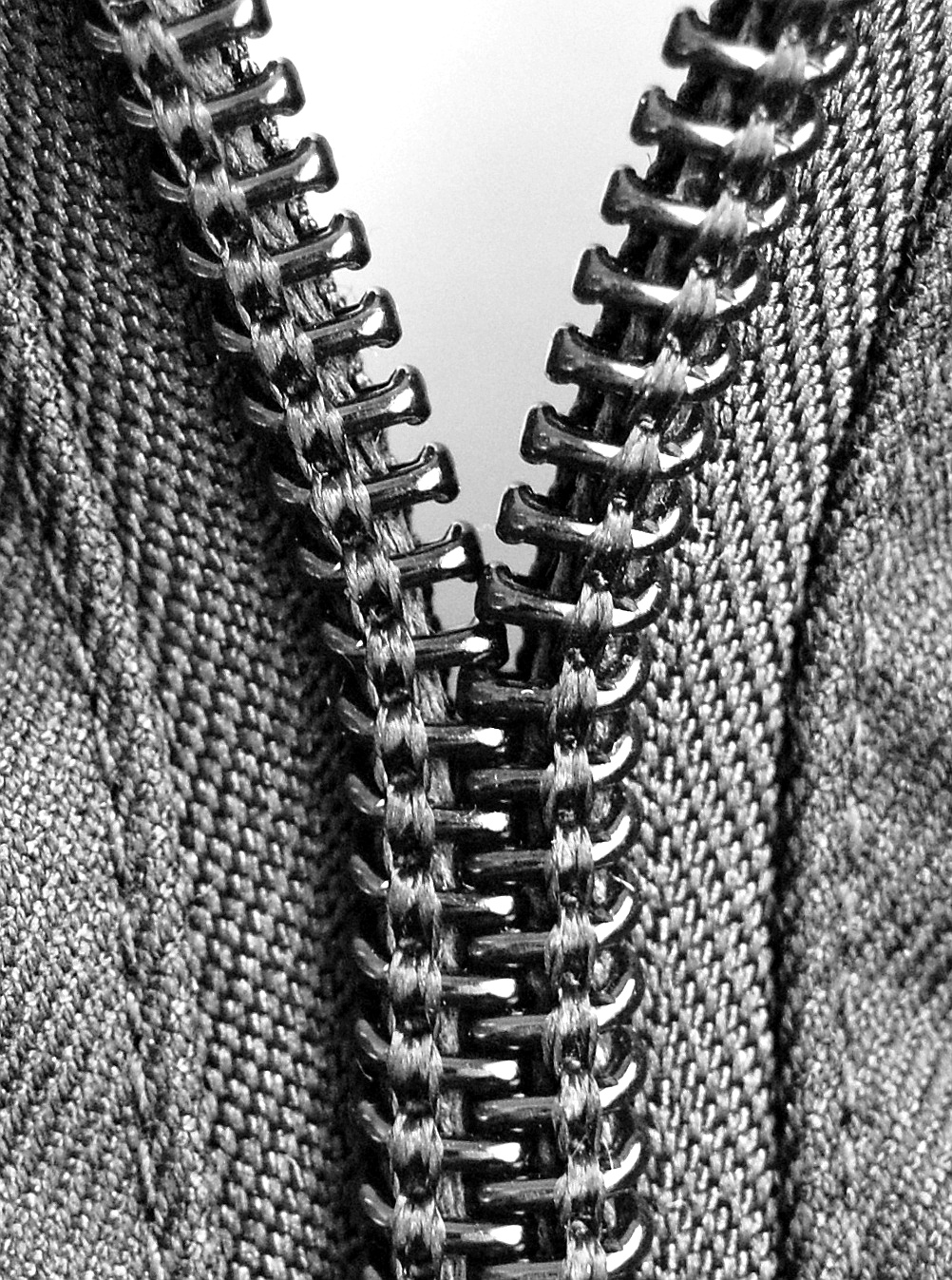
Una cremallera de bobina amb el control lliscant retirat.

- Les cremalleres de bobina formen ara la major part de les vendes de cremalleres a tot el món. El control lliscant funciona sobre dues bobines a cada costat; les dents estan formades pels bobinatges de les bobines. S'utilitzen dos tipus bàsics de bobines: una amb bobines en forma d'espiral, generalment amb un cordó que corre a l'interior de les bobines; l'altre amb bobines en forma d'escala, també anomenat tipus Ruhrmann. Les cremalleres de bobina estan fetes de bobina de polièster i, per tant, també s'anomenen cremalleres de polièster.
- Les cremalleres invisibles tenen les dents amagades darrere d'una cinta, de manera que la cremallera és invisible. També s'anomena cremallera oculta. El color de la cinta coincideix amb el de la peça, igual que el lliscador i el tirador. Aquest tipus de cremallera és habitual en les faldilles i els vestits. Les cremalleres invisibles solen ser cremalleres de bobina. També veuen un ús creixent per part dels serveis militars i d'emergències perquè es pot mantenir l'aspecte d'una samarreta de botó, tot proporcionant un sistema de subjecció ràpid i fàcil. Una cremallera invisible normal utilitza un teixit més lleuger en forma d'encaix a la cinta de cremallera, en lloc del teixit més pesat comú d'altres cremalleres.
- Les cremalleres de la bobina inversa són una variació de la cremallera de la bobina. En una cremallera de bobina inversa, la bobina es troba al revers (darrere) de la cremallera i el control lliscant funciona al costat pla de la cremallera (normalment la part posterior, ara la part davantera). A diferència d'una cremallera invisible on la bobina també es troba a la part posterior, la bobina inversa mostra costures a la part davantera i el control lliscant admet una varietat d'estirades (la cremallera invisible requereix una petita estirada a causa de la petita fixació del lliscador). Les cremalleres resistents a l'aigua generalment es configuren com a bobina inversa de manera que el recobriment de pvc pugui cobrir les costures. Una cremallera inversa recoberta de goma o PVC s'anomena cremallera impermeable.
- Les cremalleres metàl·liques són el tipus clàssic de cremallera, que actualment es troba principalment en pantalons texans i llapis. Les dents no són una bobina, sinó que són peces individuals de metall modelades en forma i col·locades a la cinta amb cremallera a intervals regulars. Les cremalleres metàl·liques es fabriquen en llautó, alumini i níquel, segons el metall utilitzat per a la fabricació de dents. Totes aquestes cremalleres es fabriquen bàsicament amb filferro pla. Un tipus especial de cremallera metàl·lica es fabrica amb filferro preformat, generalment de llautó, però de vegades també d'altres metalls. Només unes poques empreses del món disposen de la tecnologia. Aquest tipus de cremalleres metàl·liques preformades s'utilitzen principalment en pantalons texans d'alt grau, roba de treball, etc., on cal una alta resistència i les cremalleres han de suportar un rentat dur.
- Les cremalleres modelades de plàstic són idèntiques a les cremalleres metàl·liques, excepte que les dents són de plàstic en lloc de metall. Es poden pintar cremalleres metàl·liques perquè coincideixin amb el teixit circumdant; les cremalleres de plàstic es poden fabricar en qualsevol color de plàstic. Les cremalleres de plàstic utilitzen principalment resina poliacetal, tot i que també s'utilitzen altres polímers termoplàstics, com el polietilè. S'utilitza més popularment per a llapis, petites bosses de plàstic i altres articles de papereria útils.
- Les cremalleres de punta oberta utilitzen un mecanisme de caixa i passador per bloquejar els dos costats de la cremallera al seu lloc, sovint a les jaquetes. Les cremalleres obertes poden ser de qualsevol dels tipus descrits anteriorment.
- Cremalleres obertes de dues vies En lloc de tenir un passador d'inserció i una caixa de passadors a la part inferior, una cremallera oberta de dues vies té un tirador a cada extrem de la cinta de cremallera. Algú que porti una peça amb aquest tipus de cremallera pot lliscar cap amunt per l'extremador inferior per adaptar-se al moviment de les cames sense estressar el passador i la caixa d'una cremallera oberta de sentit únic. S'utilitza més habitualment en capes llargues.
- Les cremalleres tancades de dues vies es tanquen als dos extrems; sovint s'utilitzen a l'equipatge i poden tenir un o dos tiradors a la cremallera.
- Les cremalleres magnètiques permeten el tancament amb una sola mà i s'utilitzen en roba esportiva.[13]

### Estanquitat a l'aire i a l'aigua

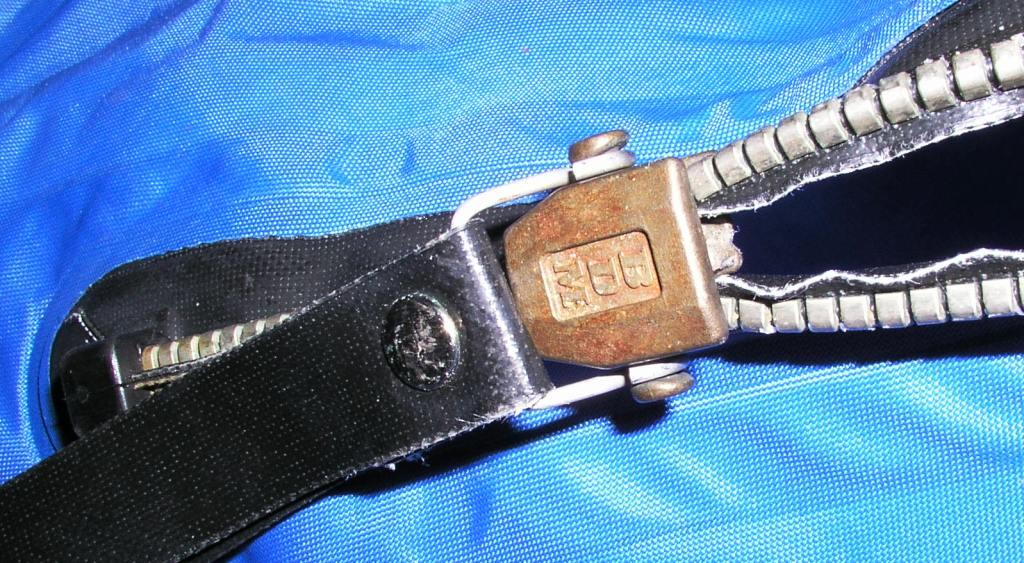
Cremallera impermeable en vestit sec de busseig. Els segments de metall exteriors fixen la làmina impermeable sobre les dents ocultes de la cremallera. Les dents de la cremallera no són visibles en aquesta imatge (tapada per les vores del full impermeable).

Les cremalleres hermètiques van ser desenvolupades primerament per la NASA per fabricar vestits de pressió a gran altitud i, posteriorment , vestits espacials, capaços de retenir la pressió de l'aire dins del vestit al buit de l'espai.
La cremallera hermètica està construïda com una cremallera dentada estàndard, però amb un full impermeable (fet de polietilè reforçat amb tela i unit a la resta del vestit) embolicat al voltant de cada fila de dents de la cremallera. Quan la cremallera està tancada, els dos costats orientats a la làmina de plàstic s'estrenyen fortament entre si (entre els clips en forma de C), tant per sobre com per sota de les dents de la cremallera, formant un doble segellat.
Aquesta superfície de doble aparellament és capaç de retenir tant el buit com la pressió, però l'ajust ha de ser molt ajustat per prémer fermament les superfícies. En conseqüència, aquestes cremalleres solen ser molt rígides quan es tanquen amb cremallera i tenen una flexió o estirament mínimes. Són difícils d'obrir i tancar perquè l'enclusa amb cremallera ha de doblar les dents que es mantenen sotmeses a tensió. També es poden descarrilar (i danyar les superfícies de segellat) si les dents estan desalineades mentre s'esforcen per tancar la cremallera.
Aquestes cremalleres són molt freqüents quan es necessiten segells hermètics o estancs, com ara en vestits secs de busseig, vestits de supervivència oceànica i vestits hazmat.
Una cremallera resistent a l'aigua menys comuna té una construcció similar a la d'una cremallera dentada estàndard, però inclou un segell de cresta de plàstic modelat similar a les superfícies d'aparellament d'una bossa ziploc Aquesta cremallera és més fàcil d'obrir i tancar que una versió retallada i el control lliscant té un buit per sobre de les dents de la cremallera per separar el segell de la carena. Aquest segell és estructuralment feble enfront de la pressió interna i es pot separar per pressió dins del contenidor tancat empenyent cap a fora sobre les serralades, que simplement es flexionen i es separen, permetent potencialment l'entrada d'aire o líquid a través de les serralades obertes. Les cremalleres segellades amb cresta de vegades s'utilitzen en vestits secs de superfície de menor cost.

## Panys antilliscants amb cremallera
Algunes cremalleres inclouen una capacitat dissenyada perquè el control lliscant es mantingui en una posició oberta o tancada constant, resistint forces que intentarien moure el control lliscant i obrir la cremallera inesperadament. Hi ha dues maneres comunes d'aconseguir-ho:
El mànec de la cremallera pot tenir un estany curt que sobresurt, que s'insereix entre les dents de la cremallera a través d'un forat al control lliscant, quan el mànec es plega de forma plana contra les dents de la cremallera. Això apareix en algunes marques de pantalons. El mànec de la cremallera de la mosca es plega contra les dents quan no s'utilitza i el mànec es manté premut tant per la tensió de la frontissa lliscant com per la solapa del teixit sobre la mosca.
El control lliscant també pot tenir un conjunt de frontissa de dues peces que fixa el mànec al control lliscant, amb la base de la frontissa sota tensió del ressort i amb passadors sortints a la part inferior que s'insereixen entre les dents de la cremallera. Per moure la cremallera, el mànec s'estira cap a l'exterior contra la tensió de la molla, aixecant els passadors entre les dents mentre es mou el control lliscant. Quan es deixa anar el mànec, els passadors es tornen a col·locar automàticament entre les dents de la cremallera. Es diuen "control lliscant de bloqueig automàtic".
Una versió de tres peces de l'anterior utilitza un petit braç pivotant subjectat sota tensió a l'interior de la frontissa. En tirar del mànec des de qualsevol direcció, s'eleven els passadors del braç pivotant de les dents de la cremallera perquè el control lliscant es pugui moure.

## Components
Els components d'una cremallera són:

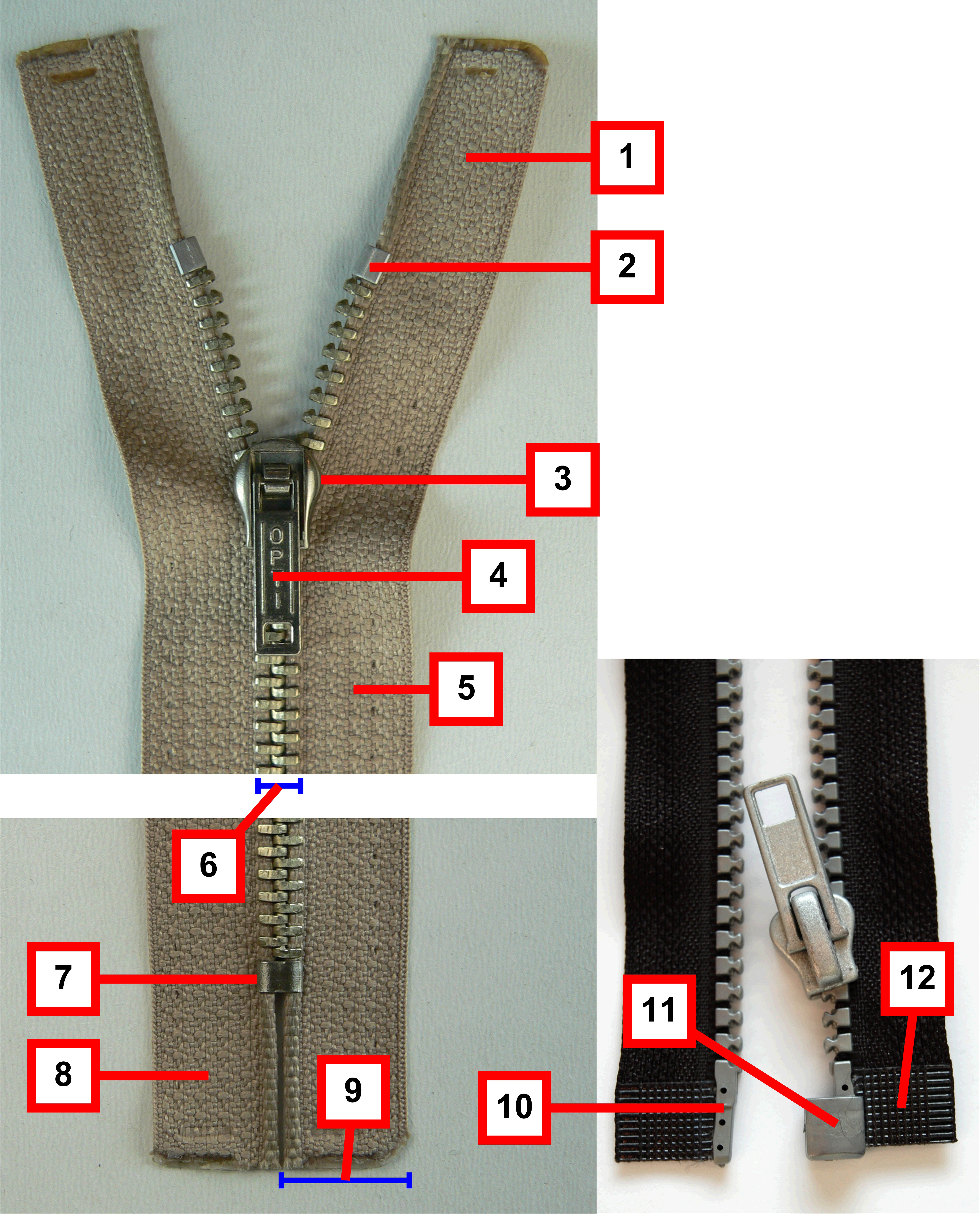
Components d'una cremallera

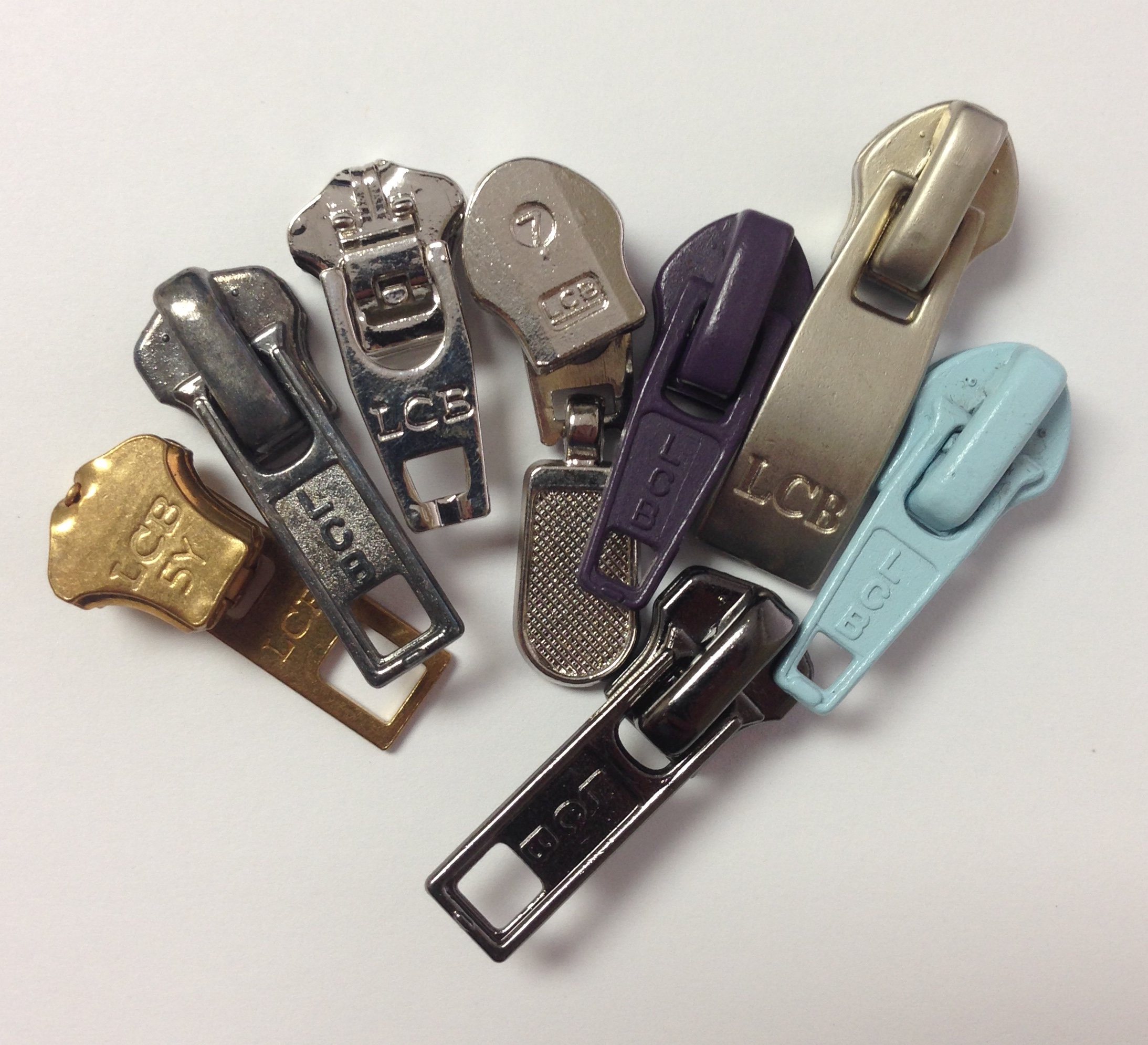
Diferents tipus de tiradors i lliscadors amb cremallera.

1. Extensió de cinta superior (la part de tela de la cremallera, que s'estén més enllà de les dents, a la part superior de la cadena)
2. Top Stop (dos dispositius fixats a l'extrem superior d'una cremallera per evitar que el control lliscant surti de la cadena)
3. Control lliscant (el dispositiu que es mou cap amunt i cap avall de la cadena per obrir o tancar la cremallera)
4. Tireu la pestanya o el tirador (la part del control lliscant que es manté per moure el control lliscant cap amunt o cap avall)
5. Amplada de la cinta (es refereix a l'amplada del teixit a banda i banda de la cadena de la cremallera)
6. Dents de cadena o de cremallera (la peça contínua que es forma quan les dues meitats d'una cremallera s'uneixen) i Amplada de la cadena (es refereix a l'indicador específic de la cadena; les mides d'indicadors comuns són # 3, # 5, # 7, # 8 i # 10, com més gran sigui el nombre, més ampla és l'amplada de les dents / cadena)
7. Stop inferior (un dispositiu fixat a l'extrem inferior d'una cremallera, per evitar que es pugui separar més moviment de la meitat de la cremallera)
8. Extensió de cinta inferior (la part de tela de la cremallera, que s'estén més enllà de les dents, a la part inferior de la cadena)
9. Amplada de cinta única (es refereix a l'amplada del teixit d'un costat de la cadena de la cremallera)
10. Pin d'inserció (un dispositiu utilitzat en una cremallera separadora la funció del qual és permetre la unió de les dues meitats de la cremallera)
11. Retainer Box o Pin Box (un dispositiu utilitzat en una cremallera separadora que té com a funció alinear correctament el passador, per començar a unir les meitats de la cremallera)
12. Pel·lícula de reforç (una tira de plàstic fusionada a cada meitat de la cinta amb cremallera per permetre al fabricant "soldar" electrònicament la cremallera sobre la peça o l'article que s'està fabricant, sense necessitat de cosir o cosir)[16]

## Fabricació
Forbes va informar el 2003 que, tot i que el mercat de les cremalleres als anys seixanta estava dominat per Talon Zipper (EUA) i Optilon (Alemanya), el fabricant japonès YKK va créixer fins a convertir-se en el gegant de la indústria als anys vuitanta. YKK tenia el 45 per cent de la quota de mercat mundial, seguit per Optilon (8 per cent) i Talon Zipper (7 per cent).
Indian Tex Corp també s'ha convertit en un important proveïdor de la indústria de la confecció.
A Europa, la companyia Cremalleras Rubi establerta el 1926 a Espanya, continua competint amb les grans multinacionals que venen més de 30 milions de cremalleres el 2012.
El 2005, The Guardian va informar que la Xina tenia el 80 per cent del mercat internacional. La major part del seu producte es fabrica a Qiaotou, al comtat de Yongjia.

## Patents dels EUA

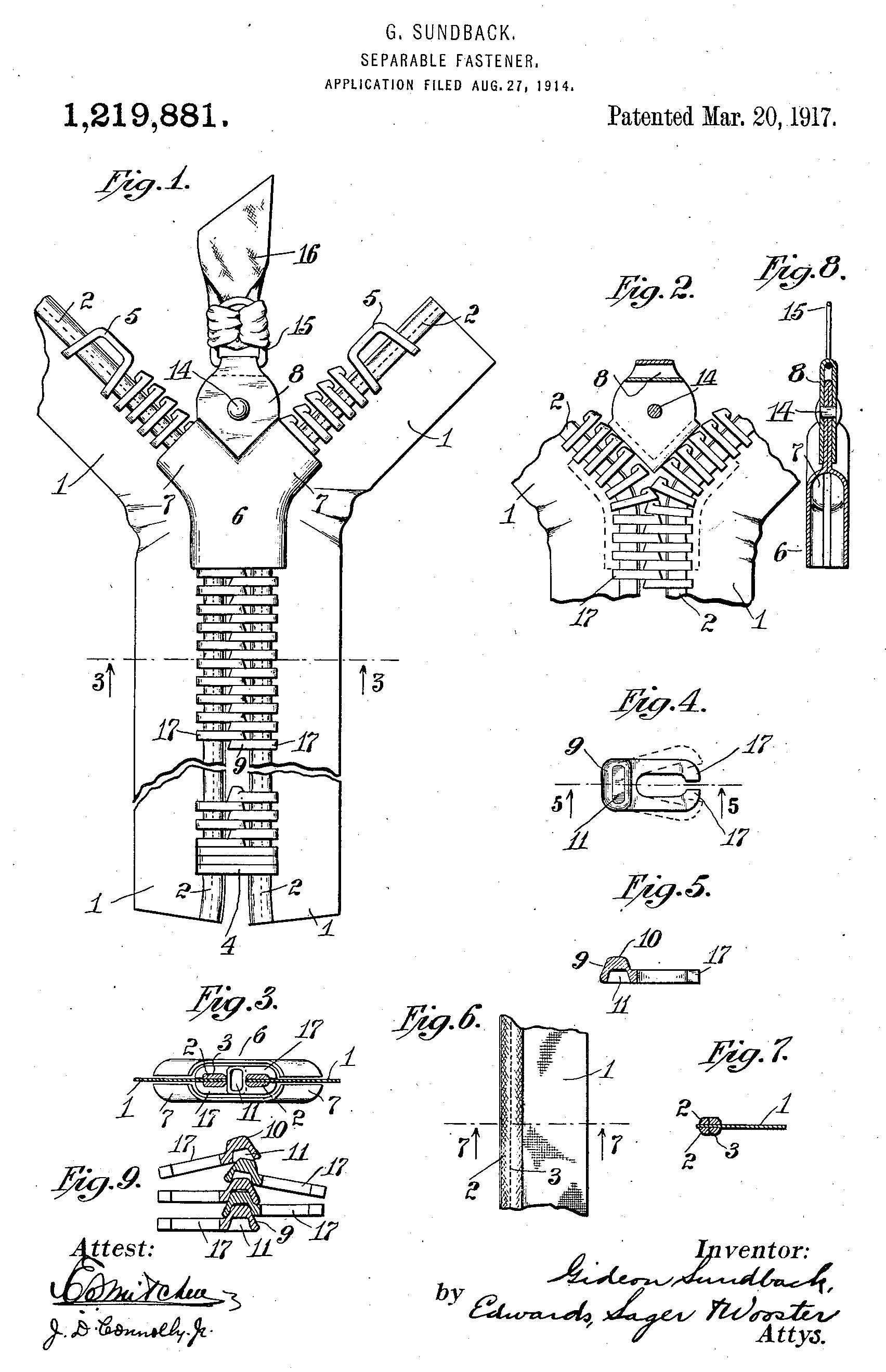
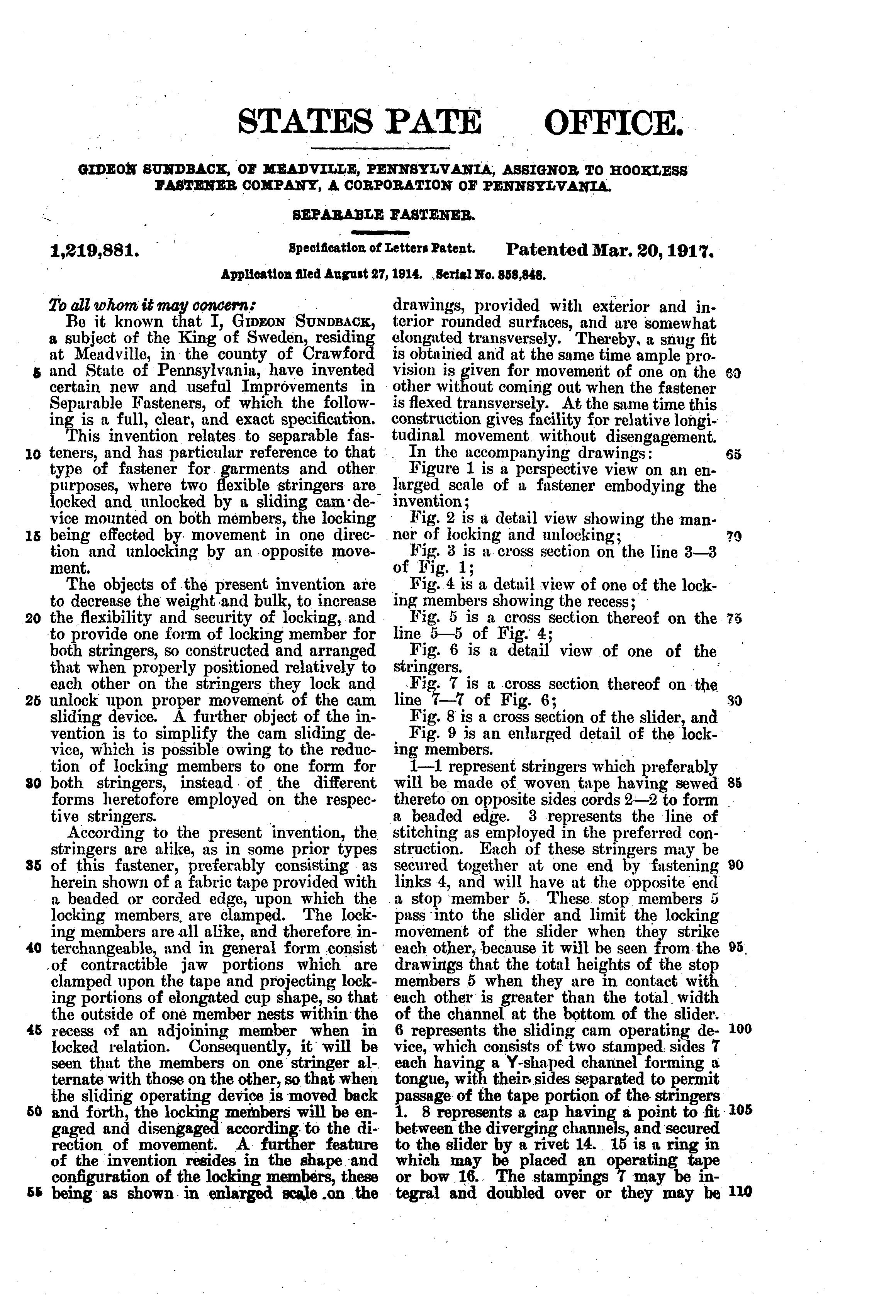
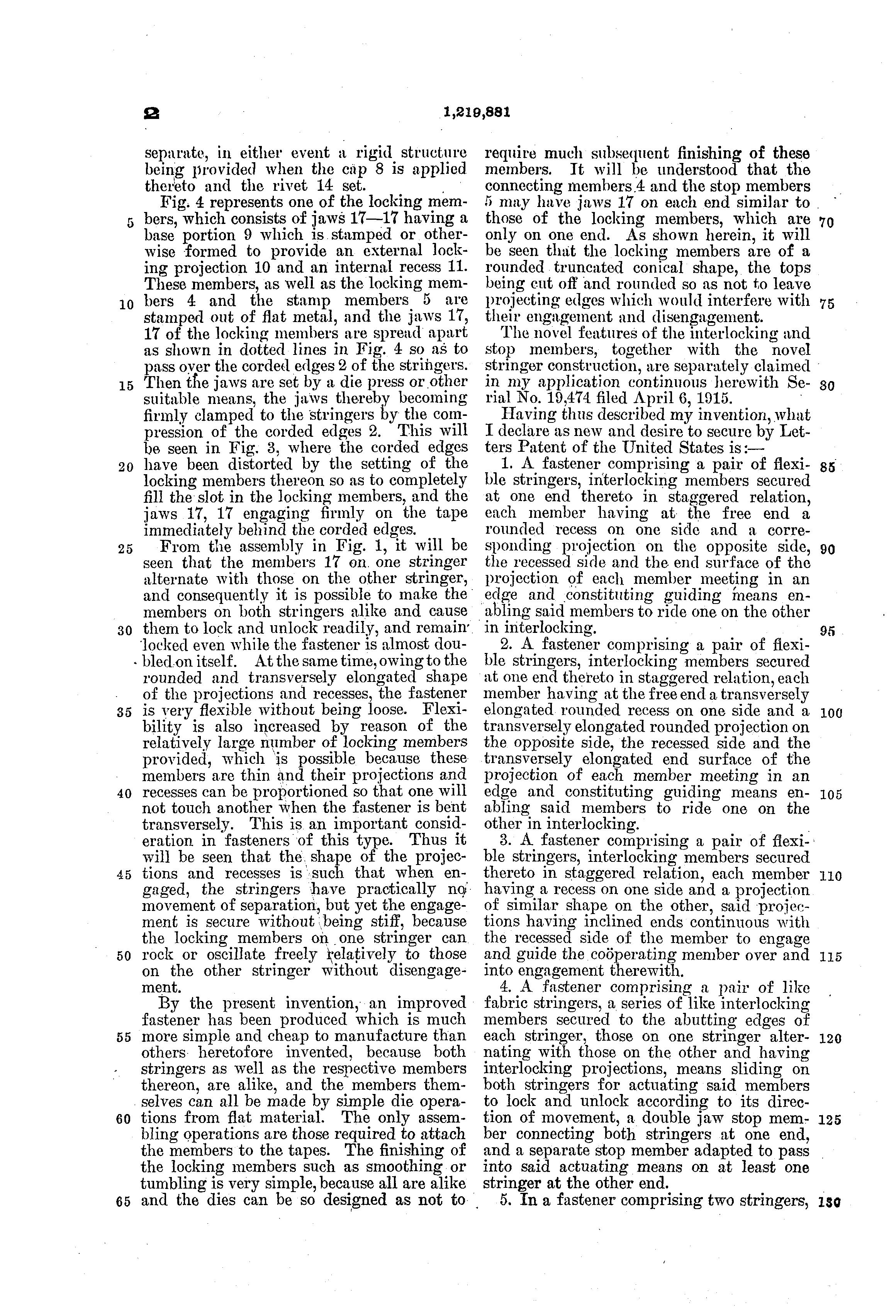
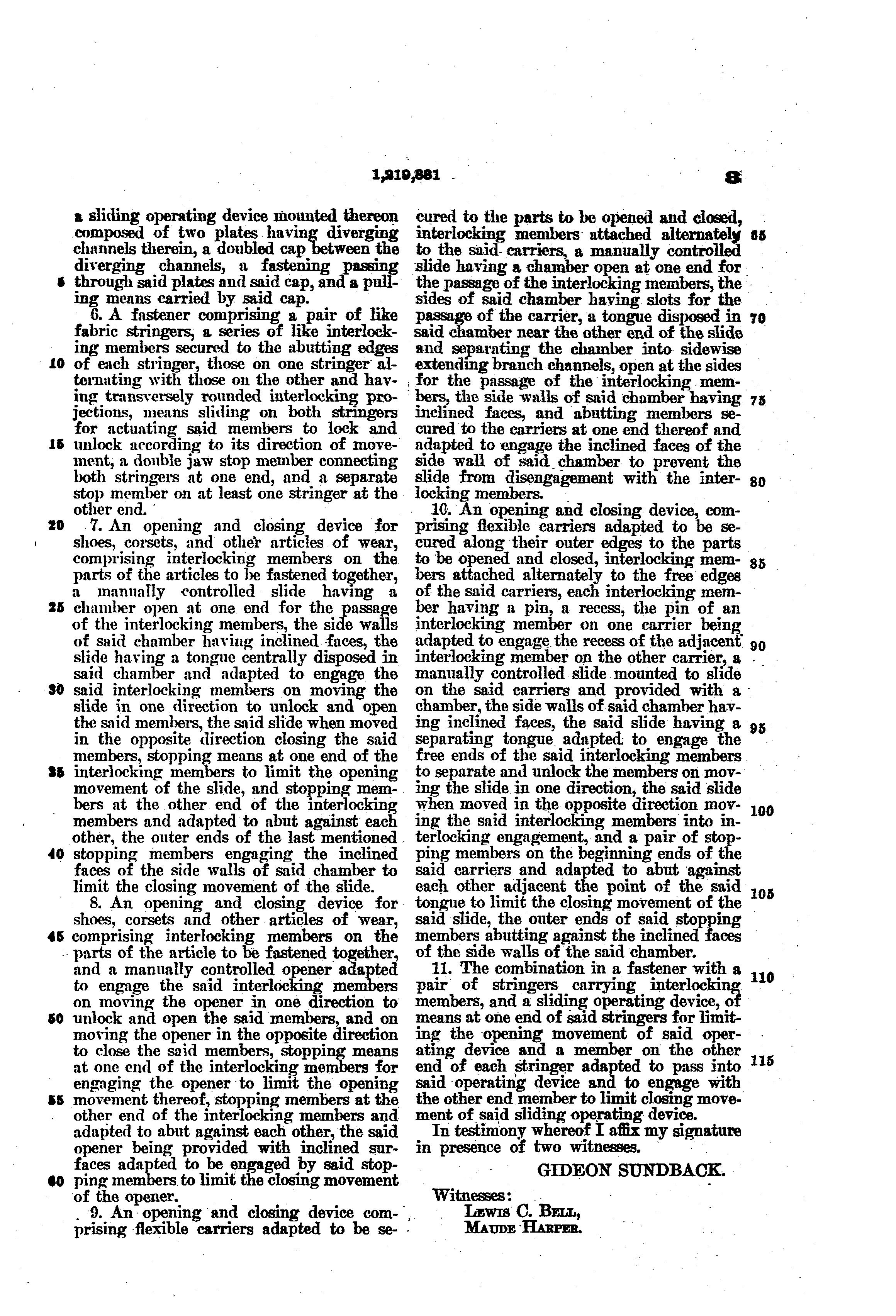
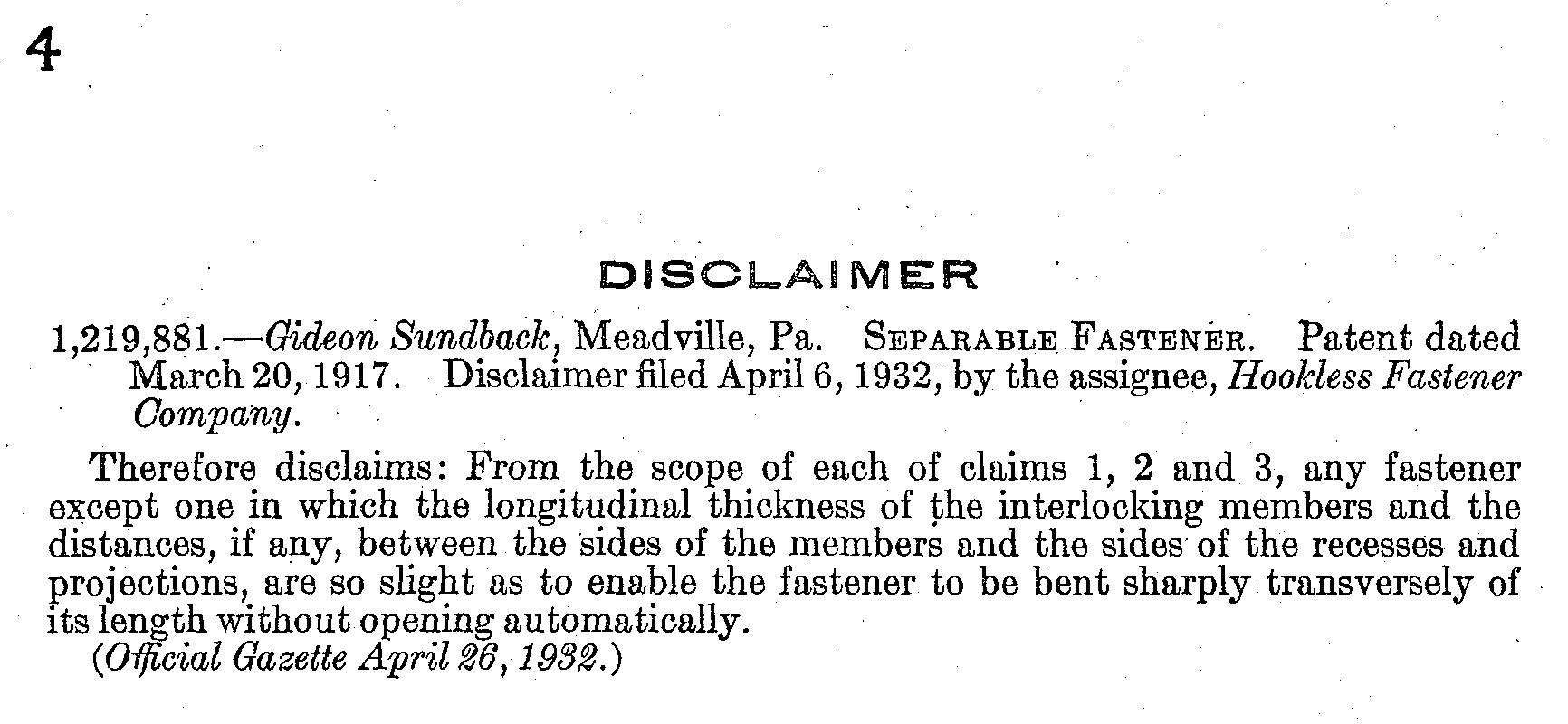

- 25 de novembre de 1851, Cremallera (mecanisme) a l'USPTO (anglès) : "Millora de la subjecció de peces de vestir"
- 29 d'agost de 1893, Cremallera (mecanisme) a l'USPTO (anglès) : "Tancament de sabates"
- 29 d'agost de 1893, Cremallera (mecanisme) a l'USPTO (anglès) : "Clasp Locker o Unlocker for Shoes"[19]
- 31 de març de 1896, Cremallera (mecanisme) a l'USPTO (anglès) : "Fixació per a sabates"
- 31 de març de 1896 Cremallera (mecanisme) a l'USPTO (anglès) : "Clasp-Locker for Shoes"
- 29 d'abril de 1913 Cremallera (mecanisme) a l'USPTO (anglès) : "Fixador separable" (Gideon Sundback)
- 20 de març de 1917 Cremallera (mecanisme) a l'USPTO (anglès) : "Tancament separat" (Gideon Sundback)
- 22 de desembre de 1936 Cremallera (mecanisme) a l'USPTO (anglès) : "control lliscant"

## Mecanisme
A partir de Cremallera (mecanisme) a l'USPTO (anglès), s'explica el següent mecanisme de la cremallera millorat per Gideon Sundback el 1917:
La cremallera té una funció anàloga a la d'un cordó, però té un mecanisme diferent. Una corda de dibuix funciona mitjançant la Tensió mecànica de la corda que uneix els traus de la peça perquè la tensió actua per redreçar la corda i, per tant, força els traus cap a una línia. La cremallera funciona mitjançant una deformació elàstica, és a dir, reversible, dels "elements de bloqueig" (dents). Les dents de la cremallera tenen forma i mida perquè les forces que actuen sobre la cremallera quan es porta la peça que es cus no pugui desbloquejar les dents. El control lliscant limita les posicions de les dents, les mou al llarg d'un recorregut determinat i actua sobre les dents un per un en el seu "canal en forma de Y" i, per tant, pot bloquejar-les i desbloquejar-les reversiblement. Es tracta d'un disseny de pany i clau. En la invenció de Sundback, les dents són simètriques amb "superfícies arrodonides exteriors i interiors" que són "allargades transversalment". Les dents tenen una part material ("projecció exterior") i un espai ("recés intern"). La part material d'una dent és lleugerament més petita que l'espai de l'altra i té una forma que actua com una "mandíbula contractable": la mandíbula s'obre elàsticament i es tanca a mesura que va sobre l'altra dent. L '"ajustament ajustat" que es produeix quan "un membre fa un niu dins del recés d'un membre adjacent" és un estat de bloqueig estable. La força màxima quan funciona el control lliscant es troba entre les posicions desbloquejades i bloquejades, donant dos equilibris mecànics estables. El "ajust perfecte" és estable no només a les forces de desgast que actuen en la mateixa direcció que les del control lliscant, sinó a les forces transversals i longitudinals (ambdues perpendiculars).
El mecanisme de la cremallera és similar al d'un passador, on la mà de la persona fa lliscar els cabells dins i fora de la "mandíbula contractible" del passador.

## Durabilitat i reparacions
La cremallera és sovint el component menys durador de qualsevol peça o tipus d'equip. Molt sovint la cremallera no es tanca a causa que un control lliscant desgastat o doblegat no pot aplicar la força necessària als costats de les dents per fer que s'enclavin. De vegades, es pot solucionar aquest problema utilitzant unes alicates petites per esprémer acuradament la part posterior del control lliscant una fracció de mil·límetre. Això pot compensar el desgast del control lliscant. El control lliscant es fabrica normalment com un miniaturat de magnesi que es trenca fàcilment. Cal reduir la força sobre les alicates abans de sentir que el control lliscant realment cedeix. Si encara no és possible tancar amb èxit la cremallera, la pressió aplicada al control lliscant només s'ha d'incrementar gradualment. Una altra manera de reduir la bretxa de l'extrem obert del control lliscant és preparant un petit bloc de fusta serrant una ranura en un extrem perquè s'adapti al braç superior del control lliscant. A continuació, es pot utilitzar un martell per aplicar una força al control lliscant colpejant amb cura la fusta.
Quan el recobriment protector del control lliscant a pressió s'ha desgastat per un ús prolongat, el material es pot corroir. Els productes de corrosió solen ser sals metàl·liques que poden acumular-se i impedir el desplaçament del control lliscant. Quan això passa, la sal sovint es pot dissoldre submergint el lliscant en vinagre o en un altre àcid suau. En cas contrari, el control lliscant s'ha d'eliminar i substituir.